# Legal High
《Legal High》是富士電視台系列播放的日本電視劇。編劇為古澤良太。2012年4月17日開始在週二21時（火9）時段與2013年4月13日在土曜プレミアム（週六Premium，21:00-23:10）以為標題播放第一季與特別篇。2013年10月9日開始在週三22時（水10）時段與2014年11月22日在土曜プレミアム以為標題播放第二季與特別篇。

## 劇情簡介
黛真知子（新垣結衣 飾）是一個充滿著正義感、憑著大無畏的精神，一股腦兒向前衝的熱血新進律師。因為一次訴訟而認識法律界神話人物—古美門研介（堺雅人 飾），一位毒舌、傲慢、自大，為了勝訴不擇手段，穿梭在法律灰色地帶但擁有著不敗紀錄的知名律師，此後並開始到古美門律師事務所工作。性格與想法完全地南轅北轍的兩人，在一次又一次的訴訟中不斷發生衝突，但同時又在法庭上攜手戰鬥。一對冤家拍擋緊守各自的信念，衝擊著日本司法界，要在公平與正義之間，還司法制度一個真面目。

## 登場人物

### 古美門法律事務所
| 演員                                   | 角色       | 香港TVB配音                          | 介紹 | 出場集數 |
| 堺雅人 坂口湧久（童年） （第1季第8集） | 古美門研介 | 潘文柏 劉惠雲（童年） （第1季第8集） | 38歲（第1季）→39歲（第2季）。日本法律界的神話，保持從未敗訴的驚人紀錄，從離東京不遠的地方城市出生，曾離婚一次，喜愛葡萄酒和雪茄及成熟有魅力的女性。特徵是毒舌、賤嘴、愛慕虛榮，以及旁分的髮型。從少年時代就口齒伶俐，有著抓到對方弱點就會攻擊到對方體無完膚的性格。就讀三流大學時期在玩樂中度過，但司法考試卻一次就合格。原来在三木律師事務所任职，由三木律師一手栽培，在事務所眾多律師中戰績最出色，擁有不敗神話的傳奇律師。因某事而與三木決裂，自行組成古美門法律事務所。對古美門而言，真相、正義和嫌疑犯的人權沒有決定性的價值，為了在訴訟中取勝可以不擇手段，時常遊走於法律上的灰色地帶，認為絕對的「正義」並不存在，法律的終極目的是「公平」。以自家的豪宅做為事務所，平常在服部的伺候下過慣養尊處優的日子，也因此只要到鄉下住宿或被留置拘留所馬上憔悴不堪。父親清藏是檢察官，古美門少年時因堅持聖誕老人是虛構人物而與身為檢察官的父親決裂，自學成材而晉身法律界。自稱身體貧弱。運動神經很弱，激烈運動之後容易引起健康狀態不良。第二季第一集打輸人生第一場官司，說不想當人了，躲到溫室裡想要變成植物，後來被黛毒打一頓，再度復出雪恥。 | 全劇     |
| 新垣結衣 畠山紬（童年） （第2季第5集） | 黛真知子   | 何璐怡 詹健兒（特別篇1）             | 25歲（第一季）→27歲（第二季）。三木律師事務所的滿懷理想的熱血新進律師，充滿正義感卻又有點天真爛漫，深信法律的目的是彰顯「正義」，希望憑藉自己的專業去幫助有需要的人的理想主義者。在一宗謀殺訴訟中敗訴，因深信被告是無辜者，為了拯救無罪之冤的死刑犯，在澤地的指引下而向古美門求助，並因此而欠下古美門鉅債，選擇於古美門的事務所以工作來抵債。立志要得到古美門的認同，雖然不認同古美門的做法，但心底很佩服古美門。因為太過天真而常被古美門說是「晨間劇的女主角」。是個音痴，具有著驚人的怪力，曾一拳把服部打成脫臼，似乎也有著超乎常人的賭運。对于真知子的转职，古美門因此對三木說：「你恐怕失去了一條大魚呀！」三木則回答：「我仍希望黛律師能重回三木律師事務所。」 | 全劇     |
| 里見浩太朗                             | 服部       | 陳永信                               | 年齡不詳（外表約75歲），萬能事務員。擅長各式料理，擁有許多「不足掛齒」的驚人才能，負責打理古美門的生活瑣事。為報清藏救命之恩，受其所託主動上門應徵研介的事務員，並隱瞞與其父之關係。 | 全劇     |
| 田口淳之介                             | 加賀蘭丸   | 李凱傑                               | 23歲，古美門得力助手，是個大胃王，專責替古美門蒐集對訴訟有利的情報，擅長潛入、破壞作業。自稱「古美門的忍者」。黛想要雇用他的話雇用費則由黛的薪資直接扣除。夢想成為一位舞台劇演員，但總是無疾而終。 | 全劇     |

### 三木法律事務所
| 演員     | 角色       | 香港TVB配音 | 介紹 | 出場集數                                |
| 生瀨勝久 | 三木長一郎 | 朱子聰      | 50歲，在律師事業上栽培古美門，憑藉著古美門不敗實力而使自己的事務所日漸壯大，後來卻因為藥廠官司失去視為心靈綠洲以及親生女兒般的仓鼠“沙織”而與古美門決裂，從此視古美門為眼中釘。但事實上相當在意古美門，在第二季第一集因為聽說古美門官司挫敗要變成植物心情低落時，特地跑到他家觀望他。對古美門說：「在你被我打敗之前，不准你輸給任何人，我要親手將你送入地獄。」 | 第1季、特別篇1、第2季第1、10集、特別篇2 |
| 小池榮子 | 澤地君江   | 林芷筠      | 35歲，極度危險的美女秘書，擁有傲人的乳溝與誘惑男性的魅力，時常暗中活動，藉以操控事件的發展。喜歡看男人打架。 | 第1季、特別篇1、第2季第1、10集、特別篇2 |
| 矢野聖人 | 井手孝雄   | 周倚天      | 26歲，本身也是律師，因連續失敗，而被三木當成僕人使喚的小助理，並且每次都會被三木喊錯名字。偶爾喊對的時候通常會發生意外劇情。 | 第1季、特別篇1、第2季第1、10集、特別篇2 |

### 奈瑟斯法律事務所（NEXUS Law Firm）
| 演員     | 角色     | 香港TVB配音 | 介紹 | 出場集數       |
| 岡田將生 | 羽生晴樹 | 張裕東      | 25歲，自幼在海外生活，由檢察官轉職當律師，為人親切，抱著「希望雙方也能獲得幸福」的心態，擁有天生萬人迷的特性，常和古美門在法庭上對峙，被古美門稱為Mr.Win Win，雖然貌似對黛有好感，但卻在最終話證實他真正抱有好感的對象是古美門。口頭禪是「在沙地阿拉伯有這樣一句諺語」。                    | 第2季          |
| 新垣結衣 | 黛真知子 | 何璐怡      | 27歲（第二季），因發覺自己已經能預測古美門的下一步，自知已經難以繼續待在古美門律師事務所而落淚。才能也已經受到古美門認同，於是負氣下轉投NEXUS。與古美門上演數次師徒對決戲碼，決心要親手並徹底的擊敗古美門。曾將古美門逼到絕境，但在緊要關頭卻總是棋差一著。事後古美門並不承認黛有背叛行為。 | 第2季          |
| 黑木華   | 本田珍   | 黃瑩瑩      | 33歲，從零存在感的陰沉檢察官轉變成自由奔放的嬉皮風女律師。離開事務所後，再度變回陰沉檢察官。 |                |
| 古舘寛治 | 磯貝邦光 | 李錦綸      | 45歲，離開三木律師事務所的老手律師，號稱刑事部門的王牌，但實際上卻被三木當成敗戰處理投手使用。 | 第2季、特別篇2 |

### 其他
| 演員                           | 角色                                         | 香港TVB配音 | 介紹 | 出場集數                                  |
| 大槻一人 （RIP SLYME，成員SU） | 旁聽判決的男子（第一季）、清潔人員（第二季） | 林國雄      | 以生動的圖畫紀錄法庭審判過程的男子。 第二季中擔任奈瑟斯事務所的清潔人員。 | 第1季第1-3集、7-11集、第2季第1-4、6-7、10 |
| 小川敦史                       | 田中滋                                       | 陳曙光      | 法官。 | 第1季第1-10集、第2季第1-3、4-7、9-10集    |
| 倉鼠                           | 沙織                                         | －          | 一隻倉鼠，三木視如己出的女兒，被形容成三木事務所的心靈綠洲，光是看著就覺得被治癒的她。在一場官司中因為古美門拿来試藥而送命，這讓三木和古美門結下樑子。（第一季開始時就已經死亡） | 第1季第11集、特別篇1、第2季第10集         |
| 廣末涼子                       | 別府敏子                                     | 梁少霞      | 35歲，法官。個性冷酷，古美門的天敵。 | 特別篇1、第2季第4、8集                    |
| 松平健                         | 醍醐實                                       | 張炳強      | 總檢察官，負責審理安藤貴和的殺夫案件，全身散發寒氣，經常在咳嗽，一副病懨懨的樣子。被古美門稱為「西伯利亞的死神」。自稱自己已經時日不多，最多只能再活「三十五年」                 | 第2季第1、9集                             |
| 小雪                           | 安藤貴和                                     | 黃玉娟      | 35歲，因涉及殺拒婚男友一罪被起訴並判處死刑，而向古美門提出委託，希望他能擔任自己的辯護律師。                                                                                     | 第2季                                     |
| 上谷健一                       | 看守員                                       | －          | 東京監獄看守員。 | 特別篇1、第2季                            |

### 各集角色／客串演員

#### 第一季
| 演員                                  | 角色                  | 香港TVB配音 | 介紹 | 出場集數 |
| 中村蒼                                | 坪倉裕一              | 李鎮然      | 加油站員工，因領班遭到殺害，並於兇刀上驗出自己的指紋而遭逮捕，在黛受法庭委託幫自己辯護時向黛求救。                               | 1        |
| 六角慎司                              | 斋藤博也              | 馮錦堂      | 公園小咖啡攤老闆，個性搖擺不定，被古美門說服而為坪倉出庭作證。                                                                   | 1        |
| 波瑠                                  | 島村智子              | 陳琴雲      | 藝術大學學生，也是人氣部落客，檢方的秘密證人。                                                                                         | 1        |
| 中原丈雄                              | 白井                  | 葉振聲      | 強硬的老派刑警，為警局後輩們所崇拜。                                                                                             | 1        |
| 山崎大輔                              | 森田                  | 林保全      | 公司社長，請古美門當公司顧問的顧客。                                                                                             | 1        |
| 正名僕藏                              | 杉浦                  | 張錦江      | 負責此案的檢察官，被古美門譏為存在感過低而使電動門無法感應的傢伙。                                                               | 1、11    |
| 福田沙紀                              | 山內花江              | 張頌欣      | 豆腐店的女兒，自認為龐克搖滾歌手，藝名為荒川波妮塔，因自創的歌曲遭到名歌曲製作人葛西智盜用而提出訴訟。                           | 2        |
| 早織                                  | 石塚小枝子            | 凌晞        | 山內花江的原伙伴，藝名為夏洛特松戶，後放棄夢想，白天為音樂補習班的老師，夜間則擔任陪酒小姐，後結識葛西智，成為他的影子作者之一。 | 2        |
| 窪田正孝                              | JUNGLE JUNGLE東久留米 | 張裕東      | 山內花江的夥伴，擔任吉他手。 | 2        |
| 鶴見辰吾                              | 葛西                  | 陳欣        | 知名的多產歌曲製作人，但大部分歌曲都是由影子作者譜寫，由葛西掛名。                                                               | 2        |
| 友近                                  | 柊靜香                | 許盈        | 演歌「那就是愛」的演唱人。 | 2        |
| 野添義弘                              | 山內光男              | 盧國權      | 花江父，豆腐店老闆。 | 2        |
| 松本海希                              | 山內和代              | 黃麗芳      | 花江母，豆腐店老闆娘。 | 2        |
| 永山絢斗                              | 榎戶信也              | 劉奕希      | 本集被告。 | 3        |
| 原田夏希                              | 村瀨美由紀            | 余欣沛      | 本集原告。 | 3        |
| 東根作寿英                            | 相澤秀臣              | 陳欣        | 黛真知子崇拜的大學老師，本集出任原告律師。                                                                                       | 3        |
| 載寧龍二                              | 牧野達哉              | 張方正      | 本集原告（村瀨）丈夫。 | 3        |
| 阿知波悟美                            | 望月綠                | 許盈        | 本集中古美門的客戶，幫她打贏官司，獲得鉅額賠償。                                                                                 | 3        |
| 村井美樹                              | 桑田久美子            | 黃淑芬      | | 4        |
| 大和田伸也                            | 大貫善三              | 張炳強      | | 4        |
| 森富士夫                              | 島津                  | 林保全      | | 4        |
| 徳井優                                | 山田                  | 張錦江      | | 4、11    |
| 江守徹                                | 富樫逸雄              | 盧國權      | 因收受賄絡而遭到調查的國會議員，被稱為政界的黑幕將軍。                                                                           | 5        |
| 津田寬治                              | 辰巳史郎              | 葉振聲      | 檢察廳的王牌，也是屬於為達目的而不擇手段的冷酷人物。                                                                             | 5        |
| 河野洋一郎                            | 江藤                  | 張炳強      | | 5        |
| 戸田昌宏                              | 向井義孝              | 蕭徽勇      | | 5        |
| 藤井宏之                              | 淺井信司              | 劉奕希      | | 5        |
| 鈴木京香                              | 圭子‧施奈德           | 黃玉娟      | 律師、古美門的前妻。現任丈夫是德裔美籍的律師，被稱為「女版古美門」，當她教訓古美門會引發古美門腹瀉。                             | 6        |
| 鈴木一真                              | 神林彬                | 劉奕希      | 得獎暢銷作家，與前記者岡崎安奈結婚，兩人在螢光幕前保持神仙美眷的形象，但私下卻另有隱情。                                         | 6        |
| 青山倫子                              | 岡崎安奈              | 許盈        | 前記者，與名作家神林彬結婚，名利雙收的背後卻有不為人知的秘密。                                                                   | 6        |
| 板東晴                                | 小松凛                | 黃淑芬      | 岡崎之前的同事。 | 6        |
| 中村祐樹                              | 後藤順平              | 梁偉德      | 小松的丈夫，前職業運動選手，婚後跟小松一起經營餐廳。                                                                             | 6        |
| 木南晴夏                              | 黛千春                | 張頌欣      | 真知子的堂姐妹。在真知子老家（註：實際外景拍攝地點為栃木縣足利市）的醬油工廠擔任行政人員。                                       | 7        |
| 丸山智己 幼年：鈴木翼                 | 德松紀介              | 葉振聲      | 德松家的次男，也是目前德松醬油的實質管理者，在本集中委託古美門法律事務所進行辯護。                                               | 7        |
| 皆川猿時 幼年：高澤父母道             | 德松泰平              | 張炳強      | 德松家的長子，在本集中委託三木法律事務所進行辯護。                                                                               | 7        |
| 宍戸美和公 幼年：石井晏璃             | 德松清江              | 沈小蘭      | 德松家的長女，在本集中委託田之下久作律師進行辯護。                                                                               | 7        |
| 菅登未男                              | 德松嘉平              |             | 過世的德松醬油社長，有三個兒女：德松泰平、德松紀介、德松清江。                                                                   | 7        |
| 山谷初男                              | 田之下久作            | 盧國權      | 長女德松清江的辯護律師。 | 7        |
| 伊吹吾郎                              | 德松醬油從業員        | 林保全      | 替德松醬油進行醬油釀造工作的員工，在本集中教導服部釀造醬油的方法，十分欣賞服部的手藝。                                           | 7        |
| -吉田里琴 嬰兒：米谷澪 幼年：三栖苺永 | 安永芽衣              | 柚子蜜      | | 8        |
| 小澤真珠                              | 安永留美子            | 曾佩儀      | | 8        |
| 岡山一                                | 梶原努                | 林保全      | | 8        |
| 國光真央                              | 佐藤真弓              |             | 古美門的小學同學。因古美門指出「聖誕老人不存在」而傷心流涙。（此角色僅出現在古美門的回憶中）                                     | 8        |
| 中村敦夫                              | 古美門清藏            | 盧國權      | 古美門的父親、律師，曾任鹿兒島地方檢察官。                                                                                       | 8、11    |
| 左時枝                                | 有馬多音              | 黃玉娟      | 舊絹美村（註：實際外景拍攝地為崎玉縣北葛飾郡杉戶町）村民。                                                                       | 9、10    |
| 二瓶鮫一                              | 錦野春夫              | 林保全      | 舊絹美村（註：實際外景拍攝地為崎玉縣北葛飾郡杉戶町）村民。                                                                       | 9、10    |
| 丹古母鬼馬二                          | 鄉田讓二              | 張炳強      | 舊絹美村（註：實際外景拍攝地為崎玉縣北葛飾郡杉戶町）村民。                                                                       | 9、10    |
| 田村泰二郎                            | 守口三郎              | 盧國權      | 舊絹美村（註：實際外景拍攝地為崎玉縣北葛飾郡杉戶町）村民。                                                                       | 9、10    |
| 吉田幸矢                              | 守口久子              | 沈小蘭      | 舊絹美村（註：實際外景拍攝地為崎玉縣北葛飾郡杉戶町）村民。                                                                       | 9、10    |
| 伊藤幸純                              | 富田安弘              |             | 舊絹美村（註：實際外景拍攝地為崎玉縣北葛飾郡杉戶町）村民。                                                                       | 9、10    |
| 川越珠樹                              | 板倉初江              |             | 舊絹美村（註：實際外景拍攝地為崎玉縣北葛飾郡杉戶町）村民。                                                                       | 9、10    |
| 藤井京子                              | 河田聰子              |             | | 9、10    |
| 三井善忠                              | 清川                  | 張錦江      | | 9、10    |
| 横内正                                | 町村                  | 葉振聲      | | 9、10    |
| 山田純大                              | 宇都宮                | 馮錦堂      | | 9、10    |
| 西原亜希                              | 出水舞                | 余欣沛      | | 9、10    |
| 阪田マサノブ                          | 鈴木正志              |             | | 9、10    |
| 神保悟志                              | 池部                  | 葉振聲      | | 9～11    |
| 田畑智子                              | 八木沼佳奈            | 陳琴雲      | | 9～11    |
| 榊英雄                                | 金澤部                | 張錦江      | | 11       |
| 近江谷太朗                            | 村上                  | 馮錦堂      | | 11       |
| 東幹久                                | 石神                  | 蕭徽勇      | | 11       |
| 小野惠令奈                            | 咖啡廳女服務生        | 黃昕瑜      | （第一季主題曲原唱者客串） | 11       |

#### 特別篇1
兔岡中學校實際外景拍攝地為静岡縣立長泉高等學校，該校已於2008年3月廢校，今為縣立三島長陵高等學校
| 演員       | 角色       | 香港TVB配音 | 介紹                                                                     |
| 榮倉奈奈   | 藤井南     | 林元春      | 27歲，公立兔岡中學校2年C班導師，合唱團指導老師。對於校園霸凌事件抱持著懷疑的態度。 |
| 北大路欣也 | 勅使河原勳 | 譚炳文      | 65歲，三木法律事務所指派的律師，校方委託的辯護律師。                     |
| 堀內敬子   | 小暮秀美   | 蔡惠萍      | 和彥的母親。                                                             |
| 末岡拓人   | 小暮和彥   | 胡家豪      | 2年C班學生。從屋頂摔下後送醫急救，一度出現昏迷狀態。                     |
| 岡山智樹   | 青山瞬     | 周良鴻      | 2年C班學生。和彥的同學兼好友。                                           |
| 新田海統   | 高木健人   |             | 2年C班學生。疑似參與霸凌事件。                                           |
| 石橋樹     | 佐佐岡耕介 |             | 2年C班學生。疑似參與霸凌事件。                                           |
| 佐佐木陽向 | 金森信     |             | 2年C班學生。疑似參與霸凌事件。                                           |
| 小野花梨   | 阿部由美子 |             | 2年C班學生。和彥的同學。                                                 |
| 伊藤沙莉   | 井上香織   |             | 2年C班學生。和彥的同學。                                                 |
| 金子海音   | 小田雛子   |             | 2年C班學生。和彥的同學。                                                 |
| 高橋元太郎 | 林         | 林保全      |                                                                          |
| 木下貴夫   | 田沼幸吉   | 林保全      | 藝術家。                                                                 |
| 廣末涼子   | 別府敏子   |             | 校園霸凌事件的主審法官。                                                 |
| 伊藤正之   | 校長       | 張炳強      |                                                                          |
| 須永慶     | 教育長     | 盧國權      |                                                                          |

#### 第二季
| 演員                    | 角色           | 香港TVB配音             | 介紹 | 出場集數 |
| 小島藤子                | 南風倫倫       | 陳皓宜                  | 偶像明星。                                                                                                   | 1        |
| 中尾明慶                | 土屋秀典       | 陳成港                  | 德永光一郎毒殺事件的證人，偷拿工廠的氰酸化合物上網販售。                                                     | 1        |
| 佐々木省三              | 裁判長         | 盧國權                  | 安藤貴和被判死刑的裁判長。                                                                                   | 1        |
| 下村彰宏                | 川田博夫       | 林國雄                  | 大學講師。                                                                                                   | 1        |
| 宇納佑                  | 德永光一郎     | 馮錦堂                  | 德永通運社長。2年前的晚間用餐時，喝下了摻有氰酸化合物的湯品，因而中毒身亡。                                  | 1、9 10  |
| 內田愛                  | 德永五月       | 鄭麗麗                  | 德永的女兒。當時與父親同時喝下摻了毒的湯品，雖然幸運的保住性命、但在之後得了創傷後壓力症候群，情緒陷入低潮。 | 1、9 10  |
| 谷村美月                | 玉川玉         | 柚子蜜                  | 漫畫家，以自己的漫畫來影射鮎川的犯罪事跡。本名平山泰子。                                                     | 2        |
| 三宅弘城                | 猪野義孝       | 招世亮                  | 職業自稱是寫部落格之人，筆名為「無辜的男孩」。                                                                     | 2        |
| とむ畑中                | 青木           | 張錦江                  | 花園出版漫畫編輯部的編輯。玉川的責任編輯。                                                                   | 2        |
| 濱田道彥                | 平山           | 陳曙光                  | 玉川的父親。八年前經營平山部件加工，該公司被鮎川騙取控股，而導致破產。                                       | 2        |
| 佐藤隆太                | 鮎川光         | 黃啟昌                  | 少年時得過各種比賽獎項的絕頂天才，但長大後卻因從事各種金融詐騙等犯罪而聲名狼藉。                             | 2、10    |
| 塚地武雅                | 熊井健悟       | 陳卓智                  | 黛的高中同學。帝日物產資源能源部係長。                                                                       | 3、10    |
| 美波 高校時代：伊部葉子 | 熊井穗乃香     | 劉惠雲 高校時代沒有配音 | 健悟之妻。舊姓：岸本。                                                                                       | 3、10    |
| 真山明大                | 穗乃香的新男友 |                         | | 3        |
| 佐藤仁美                | 西平夏         | 謝潔貞                  | 家庭主婦，紀明之母。                                                                                         | 4、10    |
| 猫背椿                  | 東山冬海       | 沈小蘭                  | 家庭主婦，弘夢之母。                                                                                         | 4、10    |
| 橋本智哉                | 西平紀明       | 成瑤孆                  | 小夏與紀夫的兒子。                                                                                           | 4、10    |
| 佐藤瑠生亮              | 東山弘夢       | 伍秀霞                  | 冬海與阿弘的兒子。                                                                                           | 4、10    |
| 山本修夢                | 西平紀夫       | 蔡德鈞                  | 夏的丈夫。與公司女性社員外遇。                                                                               | 4        |
| 千葉培頓                | 東山弘         | 劉昭文                  | 冬海的丈夫。                                                                                                 | 4        |
| Tim                     | 小冠           | －                      | 小夏養的狗。                                                                                                 | 4        |
| 國村隼                  | 黛素夫         | 譚炳文                  | 黛真知子的父親。                                                                                             | 5        |
| 佐藤直子                | 田向美繪       | 雷碧娜                  | 學的妻子。                                                                                                   | 5        |
| 大村美樹                | 田向百合子     | 陳皓宜                  | 學和美繪的女兒。                                                                                             | 5        |
| 野村将希                | 田向學         | 林保全                  | 繡球花文具社社員，犬老爹發明者。                                                                             | 5、10    |
| 冨家規政                | 宮內           | 朱子聰                  | 繡球花文具社社長。                                                                                           | 5、10    |
| 越村公一                | 水野           | 張錦江                  | 繡球花文具社社員。                                                                                           | 5、10    |
| 梅沢昌代                | 笠井           | 谢洁贞                  | 繡球花文具社社員。                                                                                           | 5、10    |
| 小柳友貴美              | 大木和子       | 沈小兰                  | 繡球花文具社臨時員工。                                                                                       | 5、10    |
| 鈴木保奈美              | 北条愛子       | 朱妙蘭                  | 財務省官員。想實行一妻多夫制，鑑於日本法律不認可重婚，因此想申請事實上婚姻的法律。                           | 6、10    |
| 林泰文                  | 嶋悟           | 劉昭文                  | 愛子的丈夫，於小學教書。                                                                                     | 6、10    |
| 池内万作                | 宇田川榮一     | 朱子聰                  | 愛子的丈夫，高空作業員。                                                                                     | 6、10    |
| 矢柴俊博                | 瀧口哲平       | 葉振聲                  | 愛子的丈夫，畫家。                                                                                           | 6、10    |
| 高林由紀子              | 嶋澄江         | 袁淑珍                  | 阿悟的母親。                                                                                                 | 6        |
| 玄覺悠子                | 根本尚美       | 林元春                  | 宗太的母親，悟的前妻。                                                                                       | 6        |
| 須田瑛斗                | 嶋宗太         | 魏惠娥                  | 悟和尚美的孩子。                                                                                             | 6        |
| 青木柚                  | 宇田川火星     |                         | 榮一和亡妻的孩子。                                                                                           | 6        |
| 內藤穗之香              | 宇田川希星     |                         | 榮一和愛子的孩子。                                                                                           | 6        |
| 瀧澤美結                | 宇田川姬冠     |                         | 榮一和愛子的孩子。                                                                                           | 6        |
| 佐藤風和                | 瀧口瑪利亞     | －                      | 哲平和愛子的孩子。                                                                                           | 6        |
| 伊東四朗                | 宇都宮仁平     | 张炳强                  | 著名動畫監製。                                                                                               | 7、10    |
| 近藤公園                | 穗積孝         | 張方正                  | 前動畫工作室員工。                                                                                           | 7、10    |
| 伊勢志摩                | 大石佳苗       | 沈小兰                  | 思想保守的基督徒。                                                                                           | 7        |
| 橋本潤                  | 鄉田           | 陈欣                    | | 7        |
| 江良潤                  | 渡邊           | 朱子聪                  | 拉麵店的老闆。                                                                                               | 7        |
| 内田未来                | 平野里香       | 羅孔柔                  | | 7        |
| 村杉蝉之介              | 赤松恒夫       | 蘇強文                  | 鈴子的兒子，麻里奈的前未婚夫。                                                                               | 8        |
| 永井努                  | 岩田尚之       |                         | 環境省自然局自然地域環境課課長。                                                                             | 8        |
| 角替和枝                | 赤松鈴子       | 雷碧娜                  | 「小小森林故鄉館」館長。                                                                                     | 8        |
| 遠野なぎこ              | 赤松麻里奈     | 曾佩儀                  | 奥蟹頭集落反自然派組織的精神領袖。酒吧「六本木之夜」的老闆娘。                                               | 8        |
| 林和義                  | 赤松昌夫       | 譚炳文                  | 蟹頭群奥蟹頭集落村公所職員。                                                                                 | 8        |
| 友松榮                  | 赤松義文       | 林國雄                  | 農場主人。鈴子的朋友。                                                                                       | 8        |
| 戶邊俊介                | 赤松祐介       | 蘇強文                  | 餐廳老闆。鈴子的朋友。以上3人雖然都姓赤松，彼此並沒有血緣關係，與玲子及麻里奈也沒有任何關係。                | 8        |
| 深澤繪美                | 板橋明美       | 許盈                    | 學者出身，對死刑制度抱持著消極態度的最高法院法官。負責審理安藤貴和的案件。                                   | 9        |
| 小林勝也                | 木村剛         | 陳曙光                  | 最高法院法官。負責審理安藤貴和的案件。                                                                       | 9        |
| 犬山犬子                | 江上順子       | 沈小蘭                  | 優慶大學附屬小學餐點供應中心職員。德永家前幫傭毒殺事件的第一目擊者。                                         | 9、10    |
| 浜田晃                  | 金崎正宗       | 譚炳文                  | 暴力團「金崎組」組長。13年前曾與貴和交往。                                                                   | 10       |

#### 特別篇2
| 演員         | 角色                       | 香港TVB配音 | 介紹                                                     |
| 大森南朋     | 九條和馬                   | 葉振聲      | 律師。                                                   |
| 吉瀨美智子   | 中原沙也加                 | 黃玉娟      | 丈夫因醫療過失致死，因此委託九條對東都綜合醫院提出訴訟。 |
| 剛力彩芽     | 赤目好美                   | 廖杏茵      | 赤目義二的次女。廣瀬的未婚妻。                           |
| 東出昌大     | 廣瀨史也                   | 黃積權      | 東都綜合醫院的新進内科醫師。院長女兒好美的未婚夫。       |
| 古谷一行     | 赤目義二                   | 譚炳文      | 東都綜合醫院的院長。                                     |
| 霧島麗香     | 岡部知惠                   | 曾秀清      | 東都綜合醫院的護理長。                                   |
| 和冉千秋     | 野野宮                     | 吳羨婷      | 東都綜合醫院的護理師。                                   |
| コトウロレナ | 藤森                       | 張頌欣      | 東都綜合醫院的護理師。                                   |
| 内田滋       | 中原淳                     | －          | 沙也加的丈夫。                                           |
| 宮川浩明     | 沼井一郎                   | 張炳強      | 醫學博士。出庭作證的證人。                               |
| 足立學       | 井上孝雄                   | 馮錦堂      | 藥學博士。出庭作證的證人。                               |
| 山田明郷     | 青葉康文                   | 盧國權      | 浪花醫院内科部長。出庭作證的證人。                       |
| 金時息子     | 高木健太                   | 巫哲棋      | 東都綜合醫院前事務員。出庭作證的證人。                   |
| 小林喜名子   | 小林安代                   | 黃淑芬      | 東都綜合醫院前看護師。出庭作證的證人。                   |
| 夕輝壽太     | 所慎平                     | 關令翹      | 製藥公司研究員。出庭作證的證人。                         |
| 十貫寺梅軒   | 青空交通社長               | 黃子敬      | 被九條和馬脅迫的計程車公司社長。                         |
| 三島裕       | 石井                       | －          | 黛進行辯護論述時的手語翻譯。                             |
| 平賀雅臣     | 東京地方裁判所民事部裁判長 | 馮志輝      | 醫療過失訴訟的主審法官。                                 |

## 製作
- 企劃 - 成河廣明（第1季、第2季）、加藤達也（第1季、特別篇、特別篇2）
- 劇本及插曲作詞 - 古澤良太
- 音樂 - 林友樹 / 大野雄二（第1季第7話） / 加古隆（日语：加古隆）（特別篇2）
- 導演 - 石川淳一（日语：石川淳一）、菊川誠（第1季、特別篇）、城寶秀則、西坂瑞城、渡部篤史（第2季）
- 法律監修 - 森田貴英、室谷光一郎
- 裁判指導 - 萩原惠禮
- 小提琴指導 - 中田裕一、皆川真里奈（日语：皆川真里奈）（第2季）
- 第1季協力製作
  - 化學監修 - 影本浩
  - 中文指導 - 湯亦晨
  - 武術指導 - 藥丸自顯流顯彰會
  - 埃斯特指導 - 丹野佳子
  - 背景曲協力 - 上本篤
  - 彈出曲協力 - 櫻井真一
  - 龐克演奏協力 - 多田RIKKI-8豐士、檜山祐次、白鳥幸太郎
- 特別篇協力製作
  - 滑雪替身 - 水落亮太、水落育美
  - 海外映像滑雪人 - 藤川健
  - 滑雪協力 - 滑雪雜誌（SKI journal）
  - 合唱指導 - 本多数浩
  - 模仿指導 - Yoppy（正岡吉宏）
  - 醫療指導 - 佐佐木理惠
  - 研究 -中原祐
- 第2季協力製作
  - 鑑識協力 - 山崎昭
  - 舞蹈協力 - 村上洋子
  - 漫畫協力 - 小手川瑜亞、禮泉堂
  - 太極拳協力 - 全日本柔拳連盟、日本太極拳協會
  - 馴犬師 - 橫濱山口狗學校
- 選曲 - 大森力也
- 音效 - 大塚智子、豬俣泰史
- 劇中曲制作 - 櫻井真一
- 特技協作 - 釼持誠（日语：釼持誠）
- 操演 - 羽鳥博幸
- 食品協調者 - 原祐子（第1季）、住川啓子
- 開場標題 - 山本雅之
- 標題背景協力 - FILM（日语：FILM LLP）、IMAGICA、studio SOLARI（第2季）
- VFX - 鴫原譲
- 映像協力 - 鹿兒島電視台（第1季第8、最終話）
- 執行製作 - 稻田秀樹（日语：稲田秀樹）、成河廣明、山崎淳子（第2季）、鈴木里佳子
- 制作協力 - 共同電視（第2期）
- 製作 - 共同電視（第1季特別篇）、富士電視台
- 出品 - 共同電視（第1季特別篇）、富士電視台（第2季）

## 得獎紀錄
第一季
| 大獎                 | 獎項                 | 得獎者 |
| -------------------- | -------------------- | ------ |
| 2012年6月銀河賞      |                      |        |
| 第50回銀河賞         | 個人賞（僅電視部門） | 堺雅人 |
| 第73回日劇學院賞     | 監督賞               |        |
| 第73回日劇學院賞     | 脚本賞               |        |
| 第5回東京國際戲劇節  | 優秀賞               |        |
| 第5回東京國際戲劇節  | 主演男優賞           | 堺雅人 |
| 第39回放送文化基金賞 | 電視劇部門本賞       |        |
| 第39回放送文化基金賞 | 電視劇部門脚本賞     |        |

第二季
| 大獎             | 獎項         | 得獎者   |
| ---------------- | ------------ | -------- |
| 第79回日劇學院賞 | 最優秀作品賞 |          |
| 第79回日劇學院賞 | 監督賞       |          |
| 第79回日劇學院賞 | 脚本賞       |          |
| 第79回日劇學院賞 | 主演男優賞   | 堺雅人   |
| 第79回日劇學院賞 | 助演男優賞   | 岡田将生 |
| 第79回日劇學院賞 | 助演女優賞   | 新垣結衣 |

## 樂曲
第一季與特別篇
- 主題曲 - PES from RIP SLYME《女神のKISS》（unBORDE）
- 片頭曲 - 小野惠令奈《えれぴょん》（日本華納音樂）

第二季
- 主題曲 - RIP SLYME《SLY》（unBORDE）
- 片頭曲 - 9nine《Re:》（日本華納音樂）

特別篇2
- 主題曲 - 海莉·薇思特拉《奇異恩典》（環球唱片）
- 片頭曲 - 加古隆（日语：加古隆）《白色巨塔》（環球唱片）

## 播出日期、收視率

### 第一季（2012年）
| 各話                                                        | 播放日        | 原文標題 | 中譯標題 | 導演     | 核心客串                                       | 收視率 |
| ----------------------------------------------------------- | ------------- | -------- | --- | -------- | ---------------------------------------------- | ------ |
| 第1話                                                       | 2012年4月17日 |          | 最強的惡質律師 愛和法律都充滿謊言                                                                                      | 石川淳一 | 中村蒼 正名僕蔵 中原丈雄                       | 12.2%  |
| 第2話                                                       | 2012年4月24日 |          | 著作權訴訟案有利可圖!?                                                                                                 | 石川淳一 | 福田沙紀 友近 洼田正孝                         | 12.1%  |
| 第3話                                                       | 2012年5月1日  |          | 初戀？跟蹤狂？賺人熱淚的戀愛法庭!?                                                                                     | 城宝秀則 | 永山絢斗 原田夏希                              | 11.2%  |
| 第4話                                                       | 2012年5月8日  |          | 還我陽光！公寓訴訟泯滅仁義之戰                                                                                         | 城宝秀則 | 大和田伸也 村井美樹                            | 12.3%  |
| 第5話                                                       | 2012年5月15日 |          | 限期七天！要錢還是要命!?捍衛無良政治家                                                                                 | 石川淳一 | 江守徹 津田寛治                                | 10.9%  |
| 第6話                                                       | 2012年5月22日 |          | 家暴？劈腿？血流成河的離婚訴訟 刺客前妻                                                                                | 城宝秀則 | 鈴木京香 鈴木一真 青山倫子                     | 11.6%  |
| 第7話                                                       | 2012年5月29日 |          | 骨肉相爭！醬油世家不為人知的祕密與謊言                                                                                 | 石川淳一 | 木南晴夏 伊吹吾郎                              | 14.2%  |
| 第8話                                                       | 2012年6月5日  |          | 監護權爭奪戰！天才童星與母親的斷絕關係訴訟                                                                             | 城宝秀則 | 中村敦夫 小澤真珠                              | 14.5%  |
| 第9話                                                       | 2012年6月12日 |          | 奮起吧老人…要將美麗的故鄉奪回來！                                                                                      | 石川淳一 | 左時枝 神保悟志                                | 12.8%  |
| 第10話                                                      | 2012年6月19日 |          | 破產與否得靠這5億！？再見吧 過度浮誇的美好小鎮                                                                         | 城宝秀則 | 田畑智子                                       | 12.0%  |
| 最終話                                                      | 2012年6月26日 |          | 拯救被不當解僱的內部告發者!! 最強的律師將會敗訴！？能了解真相的喜劇!!                                                  | 石川淳一 | 田畑智子 正名僕蔵 大和田伸也 中村敦夫 神保悟志 | 13.4%  |
| 平均收視率12.5%（收視率由Video Research於關東地區進行統計） |               |          | |          |                                                |        |
| 特別篇                                                      | 2013年4月13日 |          | 大受歡迎的法庭喜劇的全新作品 學校提出訴訟 和解費用一億圓！！ 幕後主謀與微笑的女老師…被隱瞞的事實及法官的不為人知的秘密 | 石川淳一 | 榮倉奈奈 廣末涼子 北大路欣也                   | 13.5%  |

### 第二季（2013年）
| 各話                                                        | 播放日         | 原文標題 | 中譯標題 | 導演     | 核心客串                                       | 收視率 |
| ----------------------------------------------------------- | -------------- | -------- | --- | -------- | ---------------------------------------------- | ------ |
| 第1話                                                       | 2013年10月9日  |          | 完全復活的古美門研介！ 完全替委託人著想的不敗律師挺身面對殘暴的壞人！                                         | 石川淳一 | 松平健 中尾明慶                                | 21.2%  |
| 第2話                                                       | 2013年10月16日 |          | 惱羞成怒的天才企業家〜喃喃自語的說著名譽受損                                                                  | 石川淳一 | 佐藤隆太 谷村美月 三宅弘城                     | 16.8%  |
| 第3話                                                       | 2013年10月23日 |          | 要臉？還是要心？該選哪一個？ 前所未有的整型判決                                                               | 城寶秀則 | 塚地武雅 美波                                  | 18.5%  |
| 第4話                                                       | 2013年10月30日 |          | 與鄰居來往的甜蜜滋味！？陷入嫉妒漩渦的鄰居判決                                                                | 西坂瑞城 | 廣末涼子 佐藤仁美 貓背椿                       | 18.3%  |
| 第5話                                                       | 2013年11月6日  |          | 權利歸誰所有？備受冷落的員工的設計判決                                                                        | 石川淳一 | 國村隼 野村将希                                | 18.3%  |
| 第6話                                                       | 2013年11月13日 |          | 全新的戀愛模式是重婚！？被控訴的妻子有三位丈夫                                                                | 城寶秀則 | 鈴木保奈美                                     | 17.7%  |
| 第7話                                                       | 2013年11月20日 |          | 是天才還是暴君！？世界級動畫導演的職權騷擾判決                                                                | 西坂瑞城 | 伊東四朗 橋本潤                                | 17.7%  |
| 第8話                                                       | 2013年11月27日 |          | 守護享譽世界的自然遺產！！居民訴訟的驚人事實                                                                  | 石川淳一 | 廣末涼子 角替和枝 遠野なぎこ                   | 16.2%  |
| 第9話                                                       | 2013年12月11日 |          | 終於來到最高法院！就算要與全體國民為敵也要拯救性命                                                            | 城寶秀則 | 松平健 犬山犬子 小林勝也                       | 18.3%  |
| 最終話                                                      | 2013年12月18日 |          | 风云变幻的最終審理！！ 用执念拯救委託人！！結果是悲劇？還是喜劇！？                                           | 石川淳一 | -                                              | 18.9%  |
| 平均收視率18.4%（收視率由Video Research於關東地區進行統計） |                |          | |          |                                                |        |
| 特別篇2                                                     | 2014年11月22日 |          | 大受歡迎的法庭劇全新作品！！大醫院發生猝死事件 被隱瞞的醫療疏失！？…捲入愛恨漩渦的白色巨塔 進退不得的判決去向 | 石川淳一 | 大森南朋 吉瀨美智子 剛力彩芽 東出昌大 古谷一行 | 15.1%  |

## 備註
1. . www.zoommovie.com.   [2024-12-07]. （原始内容存档于2024-12-07） （en-my）.
2. ↑  .   [2014-12-25]. （原始内容存档于2020-08-05）.
3. 1 2  . （原始内容存档于2019-02-17）.
4. ↑  . （原始内容存档于2019-07-17）.
5. 1 2 3  . （原始内容存档于2019-06-30）.
6. ↑   （页面存档备份，存于）
7. ↑   （页面存档备份，存于）
8. ↑  Legal high - Sponichi Annex 藝能 （页面存档备份，存于），2013年10月9日參照。

## 外部連結

### 王牌大律師
- －富士電視台（日語）
- （页面存档备份，存于）－緯來日本台（繁體中文）
- （页面存档备份，存于）－八大電視
- （页面存档备份，存于） －WakuWakuJAPAN （繁體中文）

### 王牌大律師特別篇
- （页面存档备份，存于）－緯來日本台（繁體中文）
- （页面存档备份，存于） －WakuWakuJAPAN （繁體中文）

### 王牌大律師2
- －富士電視台（日語）
- （页面存档备份，存于）－緯來日本台（繁體中文）
- （页面存档备份，存于）－WakuWakuJAPAN （繁體中文）
- （页面存档备份，存于）－八大電視

### 王牌大律師之賤得好吃驚
- （页面存档备份，存于）－緯來日本台（繁體中文）
- 『リーガルハイ』公式的X（前Twitter）
- リーガルハイ（フジテレビ）的Facebook專頁

| 日本 富士電視台 火曜21時枠                          | 日本 富士電視台 火曜21時枠             | 日本 富士電視台 火曜21時枠              |
| --------------------------------------------------- | -------------------------------------- | --------------------------------------- |
|                                                     | Legal high (2012.4.17 - 2012.6.26)     |                                         |
| 草莓之夜 (2012.1.10 - 2012.3.20)                    | 無法呼吸的夏天 (2012.7.10 - 2012.9.18) |                                         |
| 水曜22時枠                                          |                                        |                                         |
| 庶務二課2013 （2013.7.10 - 2013.9.18）              | Legal high2 (2013.10.9 - 2013.12.18)   | 我存在的時間 （2014.1.8 - 2014.3.19）   |
| 週六獎賞                                            |                                        |                                         |
| 女信長・第2夜 （2013.4.6）                          | Legal high特別篇 (2013.4.13)               | 羅馬浴場 （2013.4.20）                  |
| 世界法庭懸疑劇場第5回 美麗妻子的破滅 （2014.11.15） | Legal high2特別篇 (2014.11.22)             | 池上彰緊急特別篇・2014秋 （2014.11.29） |

| 緯來日本台 星期一至五 21:00 - 22:00                             | 緯來日本台 星期一至五 21:00 - 22:00        | 緯來日本台 星期一至五 21:00 - 22:00             |
| --------------------------------------------------------------- | ------------------------------------------ | ----------------------------------------------- |
|                                                                 | （2012.11.19 - 2012.12.03）                |                                                 |
| 上鎖的房間 （2012.11.02 - 2012.11.16）                          | 偶像爸爸 （2012.12.04 - 2012.12.17）       |                                                 |
| 星期一至五 20:00 - 22:00 睌上8-10點播出兩集                     |                                            |                                                 |
| 刑警自戀狂 （2013.07.19 - 2013.07.26）                          | （2013.07.29 - 2013.08.05） （2013.08.06） | 第六感搜查線 （2013.08.07 - 2013.08.14）        |
| 星期一至五 22:00 - 00:00 22:00重播前一次的集數，23:00播最新一集 |                                            |                                                 |
| 派遣女醫X 第2部 （2014.01.02 - 2014.01.10）                     | （2014.01.15 - 2014.01.27）                | 半澤直樹 王牌銀行員 （2014.01.29 - 2014.02.04） |
| 時尚惡魔2 （2014.12.31）                                        | （2015.01.01）                             | 時尚惡魔2 （2014.01.05 - 2015.01.09）           |
| 星期一至五 22:00 - 00:00                                        |                                            |                                                 |
| 半澤直樹 （2016.10.20 - 2016.10.28）                            | （2016.10.31 - 2016.11.15）                | 王牌大冤家 （2016.11.16 - 2016.11.22）          |
| 緯來電影台 星期日 21:00 週日電癮院                              |                                            |                                                 |
| 愛情OK繃 （2013.09.08）                                         | （2013.09.15）                             | 南極料理人 （2013.09.22）                       |
| 星期一至五 21:00 - 22:00                                        |                                            |                                                 |
| （2017.08.31 - 2017.09.11）                                     | （2017.09.12 - 2017.10.13）                | （2017.10.16 - 2017.10.27）                     |

| 香港 無綫劇集台 星期日15:00 - 17:00及21:00 - 23:00                                              | 香港 無綫劇集台 星期日15:00 - 17:00及21:00 - 23:00                                    | 香港 無綫劇集台 星期日15:00 - 17:00及21:00 - 23:00                               |
| ----------------------------------------------------------------------------------------------- | ------------------------------------------------------------------------------------- | -------------------------------------------------------------------------------- |
|                                                                                                 | （2012.12.02 - 2013.01.06）                                                           |                                                                                  |
| 新丁禮儀師 （2012.10.28 - 2012.11.25）                                                          | 理想的兒子 （2013.01.13 - 2013.02.10）                                                |                                                                                  |
| 香港 無綫網絡電視煲劇1台 星期日14:00 - 16:00及21:00 - 23:00                                     |                                                                                       |                                                                                  |
| 血色草莓夜 - 完美終章 （2013.09.08）                                                            | （2013.09.15）                                                                        | 夜行觀覽車 （2013.09.22 - 2013.10.20）                                           |
| 香港 無綫網絡電視煲劇1台 星期六14:00 - 15:00及18:30 - 19:30 2月8日 13:45 - 15:00及18:30 - 19:45 |                                                                                       |                                                                                  |
| 最後的灰姑娘 （2013.12.28 - 2014.02.01） （14:00-16:00、18:30-20:30）                           | （2014.02.08 - 2014.04.12）                                                           | 流氓蛋糕店（第11-15集） （2014.04.19 - 2014.05.03） （14:00-16:15、18:30-20:45） |
| 香港 TVB日劇台 星期六 15:30－17:30、19:30－21:25及23:30－01:30                                  |                                                                                       |                                                                                  |
| 天皇的御廚 （2015.07.25 - 2015.09.05）                                                          | （2015.09.12）                                                                        | 潘朵拉之複製人 （2015.09.19）                                                    |
| 香港 無綫電視J2 星期六 22:00-23:00 9月21日 22:00 - 23:15                                        |                                                                                       |                                                                                  |
| 窮小姐x富哥哥：緣聚紐約 （2013.09.07）                                                          | 律政狂人 （2013.09.21 - 2013.11.30）                                                  | 神七探偵團 （2013.12.07 - 2014.02.22）                                           |
| 香港 無綫電視J2 星期日 09:00-10:00及22:30/22:35-23:30/23:35                                     |                                                                                       |                                                                                  |
| 霓裳風暴 （2014.11.2 - 2015.01.11） 霓裳風暴2 （2015.1.18 - 2015.3.22）                         | 律政狂人 - 不敗回歸 （2015.03.29 - 2015.04.05） 律政狂人2 （2015.04.12 - 2015.06.14） | 特務女管家 （2015.06.21 - 2015.06.28）                                           |
| 香港 無綫電視J2 星期日 23:00/23:05-00:00/00:05                                                  |                                                                                       |                                                                                  |
| 回家的鎖匙 （2016.02.14 - 2016.04.17）                                                          | 律政狂人2特別篇 （2016.04.24 - 2016.05.21）                                           | 女醫神Doctor X 3 （2016.05.08 - 2016.06.19）                                     |

| 臺灣 八大戲劇台 星期六、日 18:00 - 20:00（兩集連播） · 6月20日 18:00 - 19:30（） · 7月11日、7月31日 18:00 - 19:30（） | 臺灣 八大戲劇台 星期六、日 18:00 - 20:00（兩集連播） · 6月20日 18:00 - 19:30（） · 7月11日、7月31日 18:00 - 19:30（） | 臺灣 八大戲劇台 星期六、日 18:00 - 20:00（兩集連播） · 6月20日 18:00 - 19:30（） · 7月11日、7月31日 18:00 - 19:30（） |
| --- | --- | --- |
| | （2021.06.20 - 2021.07.10） （2021.07.11 - 2021.07.31）                                                               | |
| （2021.05.29 - 2021.06.19）                                                                                           | 因為我喜歡你（重播） （2021.08.01 - ）                                                                                | |